# 斯卢代尔诺
斯卢代尔诺（義大利語：Sluderno），是意大利博尔扎诺-上阿迪杰自治省的一个市镇。总面积20平方公里，人口1853人，人口密度92.7人/平方公里（2009年）。ISTAT代码为021094。